# Ngoungoum I
Ngoungoum I est un village de la région du Centre du Cameroun, situé dans la commune de Makak. 

## Population et développement
En 1962, la population de Ngoungoum I était de 290 habitants. La population de Ngoungoum I était de 432 habitants dont 219 hommes et 213 femmes, lors du recensement de 2005.     